# Bajram Rexhepi
Bajram Rexhepi (servo-croata:Bajram Redžepi) (Kosovska Mitrovica, 3 de junho de 1954 – Istambul, 21 de agosto de 2017) foi um político e foi o primeiro primeiro-ministro do pós-guerra de Kosovo, de 2002 até 2004. Foi membro do segundo maior partido político do Kosovo, o Partido Democrático do Kosovo.

## Biografia
Bajram se graduou na Universidade de Pristina e completou sua pós-graduação na Universidade de Zagreb, em 1985, passando a maior parte de sua carreira trabalhando como cirurgião. 
Durante o conflito de 1999, ingressou no Exército de Libertação do Kosovo e passou três meses servindo como um  médico de campanha. Nas eleições gerais de novembro de 2001, o partido de Rexhepi  obteve 25,7 por cento dos votos, em segundo lugar, apenas perdendo para a Liga Democrática do Kosovo de Ibrahim Rugova. Rexhepi foi nomeado primeiro-ministro pela Assembleia do Kosovo em 4 de março de 2002. Na sequência das eleições gerais realizadas em 24 de outubro de 2004, o Partido Democrático do Kosovo ficou em segundo lugar e ganhou 30 assentos no parlamento. 
É considerado um político moderado, e afirmou um dos seus mais importantes objectivos seria "reforçar a tolerância étnica e a reconciliação". 
Curiosamente, uma revista semanal de Priština atribuiu-lhe o prémio de "cabeleira do ano" duas vezes seguidas.
Morreu em 21 de agosto de 2017 em Istambul, Turquia após fazer tratamento em um hospital desde abril do mesmo ano após passar por hemorragia cerebral.